# Lista de arcebispos da Diocese de Monte Sinai e Raithu
Segue-se uma lista dos Arcebispos do Monte Sinai e Raithu, uma arquidiocese da Igreja Ortodoxa de Jerusalém.
- Ioannikios I (1671-1702)
- Kosmas (22 Abr 1703-13 Fev 1706)
- Athanasios (1708-1720)
- Ioannikios II (1721-1728)
- Nikiphoros (1728-1747)
- Konstantios I (1748-1759)
- Kyrillos I (28 Out 1759-Jan/Fev 1790)
- Dorotheos (1794-1797)
- Konstantios II (1804-9 Jul 1859)
- Kyrillos II (7 Dez 1859-5 Set 1867)
- Kallistratos (1867-1884)
- Porphyrios I (21 Ago 1885-7 Mai 1904)
- Porphyrios II (7 Mai 1904-Jul 1926)
- Porphyrios III (29 Jul 1926-24 Nov 1968)
- Grigorios (4 Jan 1969-11 Set 1973)
- Damianos (10 Dez 1973-presente)

## Fonte
- «Rulers.org: Igrejas Ortodoxas» (em inglês)